# Хлебзавод (галерея)
Хлебзавод — галерея современного искусства в Киеве, Украина. Основана в 2016 году художником Евгением Валюком вместе с — Анастасией Диденко и Евгением Штейном.

## История
Киевский хлебозавод № 7 начал работу в 1926 году, первые мощности 10 двухъярусных печей. Во времена Второй Мировой Войны оборудование было вывезено за пределы Украины. После освобождения города завод отстроили. В течение 1955-56 годов начал первым в СССР выпускать подовый хлеб, в будущем — «Украинский». В 1948 после реконструкции, был присоединён к хлебокомбината № 2 под названием Цех № 2. В 60-е продолжалась активная переоснащение предприятия, был создан кондитерский цех и построена печь ФТЛ2, стратегической продукцией было производство хлеба: украинского, подового.
Хлебокомбинат ежесуточно производил 70тн. хлеба украинского, 12 тн. хлеба пшеничного подового, 25 тн. булочных и сдобных изделий и 1,5 тн. кондитерских изделий. В 1998 началась реконструкция линии булочного производства где было установлено несколько электропечей «Идеал» по производству сдобных изделий, что увеличило объём товарной продукции на 233 тыс. тон/год. В декабре 2004 года были введены в действие печи «ГОСТОЛ» проводится 4-я очередь реконструкции, с заменой изношенных печей на новые энергосберегающие.

## Предыстория создания галереи
До 2020 галерея находилась на территории заброшенного завода в Киеве у которого частично было заимствовано название. Основной темой, которую проблематизирует Хлебзавод, является советское наследие в полном спектре его проявлений — от истории, культуры, архитектуры до политики, памяти и менталитета сограждан.
Другими характерными чертами деятельности самоорганизации является самоирония и критика, как институциональная, так и устоявшихся художественных процессов, а также исследования и сотрудничество с инициативами и институтами, формально не относящихся к территории искусства.